# فانزاك
فانزاك (بالفرنسية: Vanzac)‏ هي بلدية تقع في فرنسا في Canton of Montendre. يقدر عدد سكانها بـ 173 نسمة ومساحتها 6.39 كم2 وترتفع عن سطح البحر 61 متر.